# Louis Robert Bertrand Mutel de Boucheville
Louis Robert Bertrand Mutel de Boucheville, né le 25 août 1763 à Bernay et mort le 25 avril 1832 à Paris, est un général français de la Restauration.

## État des services
Après ses études, il obtient de l’université de Paris, un diplôme ès-arts, et il entre le 1er septembre 1783, à l’école des ponts-et-chaussées. En 1785, il est envoyé à Cherbourg, pour y être employé aux travaux maritimes du port, et le 1er juillet 1787, il devient ingénieur ordinaire à Tours. Membre de la garde nationale à cheval de cette ville en 1792, 1793 et en l’an II, il participe à la guerre en Vendée pendant cette période. 
Il se distingue particulièrement lors des combats de Chemillé le 11 avril 1793, de Saint-Florent, et de Jumilière dans le canton de Cholet le 17 octobre 1793. Il est durant son séjour en Vendée, chargé par le général Marceau, de plusieurs reconnaissances devant l’ennemi, à Saumur, à La Flèche, à Thouars, à Château-la-Vallière et au Mans, et aussi de la mise en état de défense des places de Chinon et de Tours.
Le 18 janvier 1794, il est envoyé à l’armée du Nord, et le 6 février 1794, il reçoit son brevet de capitaine du génie, avec pour mission d’aller restaurer les fortifications de Maubeuge, menacées par l’ennemi. Il est blessé grièvement d’un coup de carabine dans la cuisse droite le 20 avril 1794, lors d’une sortie de cette garnison. Après avoir relevé les remparts de Menin, il se rend à l’armée de Sambre-et-Meuse, où il est nommé chef de bataillon le 5 janvier 1795. Investi du commandement en chef de son arme, il fait exécuter sous le feu de l’ennemi le tracé et la construction des batteries qui doivent protéger le passage du Rhin et assurer l’occupation de l’ile de Weissenborn, près de Neuwied. Le 2 septembre 1795, neuf jours après l’ouverture de la tranchée devant cette ile, il reçoit une seconde blessure à la cuisse gauche.
En l’an IV, il participe au blocus de Ehrenbreitstein, il soutient l’attaque de l’ennemi près de Bendorff, défend la tête de pont de Neuwied, et il se fait remarquer lors du blocus de Mayence, ainsi que lors de la marche de l’armée sur Ratisbonne. L’année suivante, il se couvre de gloire à l’attaque d’une position devant Coblence, à la défense du Rhin, à la bataille de Neuwied le 18 avril 1797, et au second blocus d’Ehrenbreitstein. Il passe en l’an VI, à l’armée d’Angleterre, et il est chargé d’accompagner le général Kleber lors d’une reconnaissance des côtes maritimes. Il effectue aussi des reconnaissances sur les côtes de la Hollande, assiste à l’attaque d’Ostende par les Anglais, et il est chargé comme chef d’état-major du génie, de diverses missions importantes.
En février-mars 1799, il se rend à l’armée de Mayence, où il exécute des travaux de reconnaissance sur le Neckar, et différents travaux de siège devant la place de Philippsbourg. Chef d’état-major du génie des trois armées de Mayence, d’observation et du Danube, il se « multiplie », pour ainsi dire, afin de répondre aux exigences de ces trois fonctions. Il prend part à divers combats qui ont lieu dans les Grisons, et à la bataille de Zurich. Il est nommé directeur des fortifications le 1er août 1799, et chef de brigade le 4 août suivant. 
En 1800, il fait partie de l’armée de réserve, et il se signale de nouveau pendant cette campagne, où il assiste du 16 au 20 mai au passage du col du Grand-Saint-Bernard, où ses conseils ne sont pas sans utilité aux opérations du siège du fort de Bard, ainsi qu’au passage du Tessin et du Pô. En août 1800, il est appelé à Paris, pour prendre la direction du personnel de son arme au ministère de la guerre, et le 3 septembre suivant il est nommé membre du comité des fortifications. Le 31 décembre 1800, il est chargé provisoirement du dépôt central du génie, et le 22 mars 1803, il rejoint la direction du génie à Belle-Île-en-Mer, poste qui lui a été attribué 2 ans auparavant, mais qu’il n’a pu rejoindre avant en raison de ses fonctions au ministère, afin de mettre à l’abri cette ile, menacé d’une attaque sérieuse de la part des Anglais, dont les bateaux viennent proche de nos côtes. 
En 1803, il est rappelé à Paris pour prendre part aux travaux du comité du génie, et il est fait chevalier de la Légion d’honneur le 11 décembre 1803, puis officier de l’ordre le 14 juin 1804. En l’an XIII, il est nommé membre du collège électoral du département de l’Eure, et peu de temps après, il est désigné pour faire partie de l’armée des côtes de l’Océan, d’où il est dirigé sur le Rhin pour être employé à la Grande Armée d’Allemagne. Le 15 octobre 1805, il se trouve à la bataille d’Ulm, et il suit l’armée jusqu’à la bataille d’Austerlitz le 2 décembre 1805.
En 1806, il est envoyé dans sa direction de Belle-Île-en-Mer, en raison des inquiétudes du gouvernement sur les intentions anglaises sur les côtes de l’Océan, afin d’en assurer la défense ainsi que l’île de Quiberon. Le 30 mai 1809, il prend le commandement du génie du 10e corps de la Grande Armée, où il s’occupe, avec la plus grande activité, à mettre en état de défense la place de Hambourg. Il fait plusieurs reconnaissances entre l’Elbe et le Weser, et il est chargé de diverses opérations importantes jusqu’à la mer Baltique. À la fin de la campagne, il est chargé de la direction et de l’inspection des places de Dantzig, Stettin, de Custrin, de Glogau, et de Magdebourg.
De retour en France en 1810, il est créé chevalier de l’Empire le 4 juin 1810, et il met la dernière main aux nombreux projets qui lui ont été demandés et qu’il présente à l’Empereur l’année suivante, entre autres ceux relatifs aux travaux extraordinaires de Lorient, de Belle-Ile, de Quiberon, et de Napoléonville. Il fait les campagnes de 1812 et 1813, comme chef d’état-major du génie du 11e corps de la Grande Armée, et il rentre en France après le traité de Paris en 1814.
Lors de la première restauration, il est fait chevalier de Saint-Louis le 20 août 1814, et il ne prend aucune part aux événements politiques des Cent-Jours. Il est admis à la retraite le 18 octobre 1815, avec le grade de maréchal de camp.
Il meurt le 25 avril 1832, à Paris.

## Dotation
- Le 15 août 1809, donataire d’une rente de 2 000 francs sur les biens réservés à Erfurt.

## Armoiries
| Armoiries | Nom du chevalier et blasonnement |
| --------- | --- |
|           | Chevalier Louis Robert Bertrand Mutel de Boucheville et de l'Empire, décret du 15 août 1809, lettres patentes du 4 juin 1810. D'argent, à l'écusson de gueules chargé d'une fasce d'or accompagné de trois besants du même, deux en chef une en pointe ; bordure de gueules du tiers de l'écu au signe des chevaliers posé au deuxième point en chef. Livrées : rouge, jaune, blanc. |

## Sources
- A. Lievyns, Jean Maurice Verdot, Pierre Bégat, Fastes de la Légion-d'honneur, biographie de tous les décorés accompagnée de l'histoire législative et réglementaire de l'ordre, Tome 3, Bureau de l’administration, 1844, 529 p. (lire en ligne), p. 390.
- « La noblesse d'Empire » (consulté le 16 mai 2016)
- Albert Révérend, Armorial du premier empire, tome 3, Honoré Champion, libraire, Paris, 1897, p. 306.